# 日巴拉那

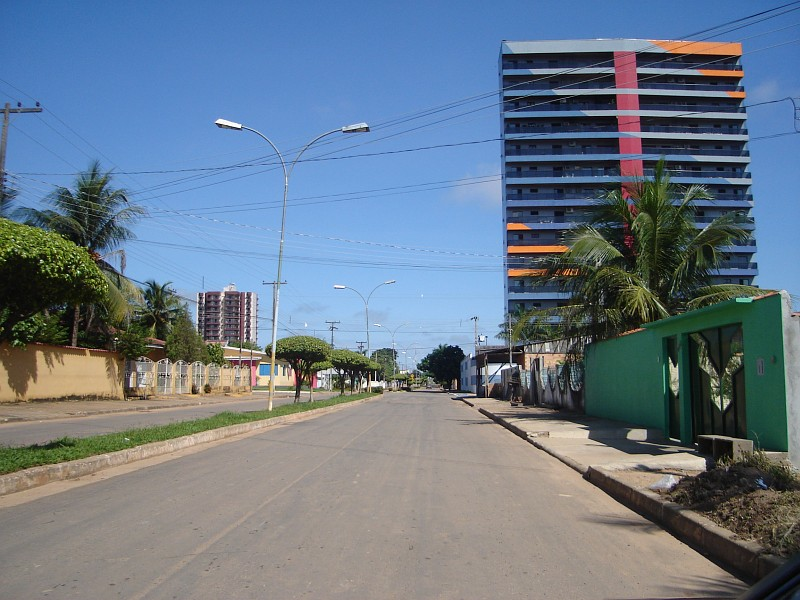

日巴拉那（葡萄牙語：Ji-Paraná），是巴西的城鎮，位於該國西北部，由朗多尼亞州負責管轄，始建於1977年11月22日，面積6,897平方公里，海拔高度170米，2013年人口129,242，人口密度每平方公里18.74人。
10°53′07″S 61°57′06″W / 10.88528°S 61.95167°W